# Quiulladanza
La Quiulladanza es una danza originaria del distrito de San Pedro de Cajas, provincia de Tarma, en departamento de Junín. El nombre proviene del quechua "Quiulla", que significa gaviota.
Se baila generalmente en la festividad navideñas, del 24 al 27 de diciembre, en la cual se celebra el nacimiento del niño Jesús. En esta festividad se celebran a 3 santos y cada santo es venerado con sus propios danzantes o cofradillas.
- pichiiii, en honor al niño Jesús.
- Baile viejo, en honor a San José.
- Quiulladanza, en honor a la virgen María.

## Vestuario
El disfraz imita el plumaje de las gaviotas. Pantalón, camisa blancas, escarpines naranjas, y alas artificiales color blanco. Llevan también una máscara imitando la cabeza negra del ave.
Algunas ocasiones acompaña a la cuadrilla, un cernícalo, el cual es representado con una vestimenta similar al 'quiulla' (danzante de quiulladanza) pero con color gris.

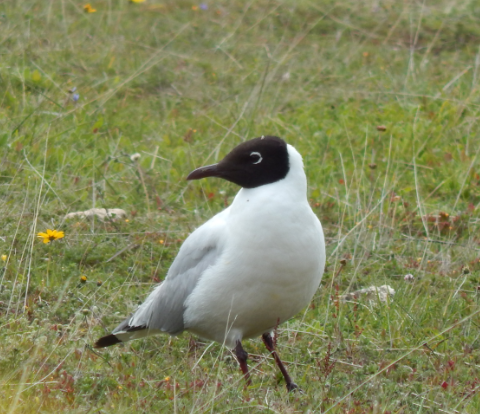
Gaviota. Ave al cual imitan los danzantes.

## Música
Inicialmente fue el pincullo y la tinya. En la actualidad es acompañada con una banda vernacular.Utiliza varios instrumentos.